# برادلي باري
برادلي باري (بالإنجليزية: Bradley Barry)‏ (13 فبراير 1995 بهيستينغز في المملكة المتحدة - ) هو لاعب كرة قدم بريطاني في مركز الدفاع. لعب مع برايتون أند هوف ألبيون وسويندون تاون.

## وصلات خارجية
- برادلي باري على موقع قاعدة بيانات كرة القدم.إي يو (الإنجليزية)
- برادلي باري على موقع Soccerbase.com (لاعب) (الإنجليزية)
- برادلي باري على موقع Soccerway.com (الإنجليزية)